# Liste der Straßen und Plätze in Berlin-Schmöckwitz

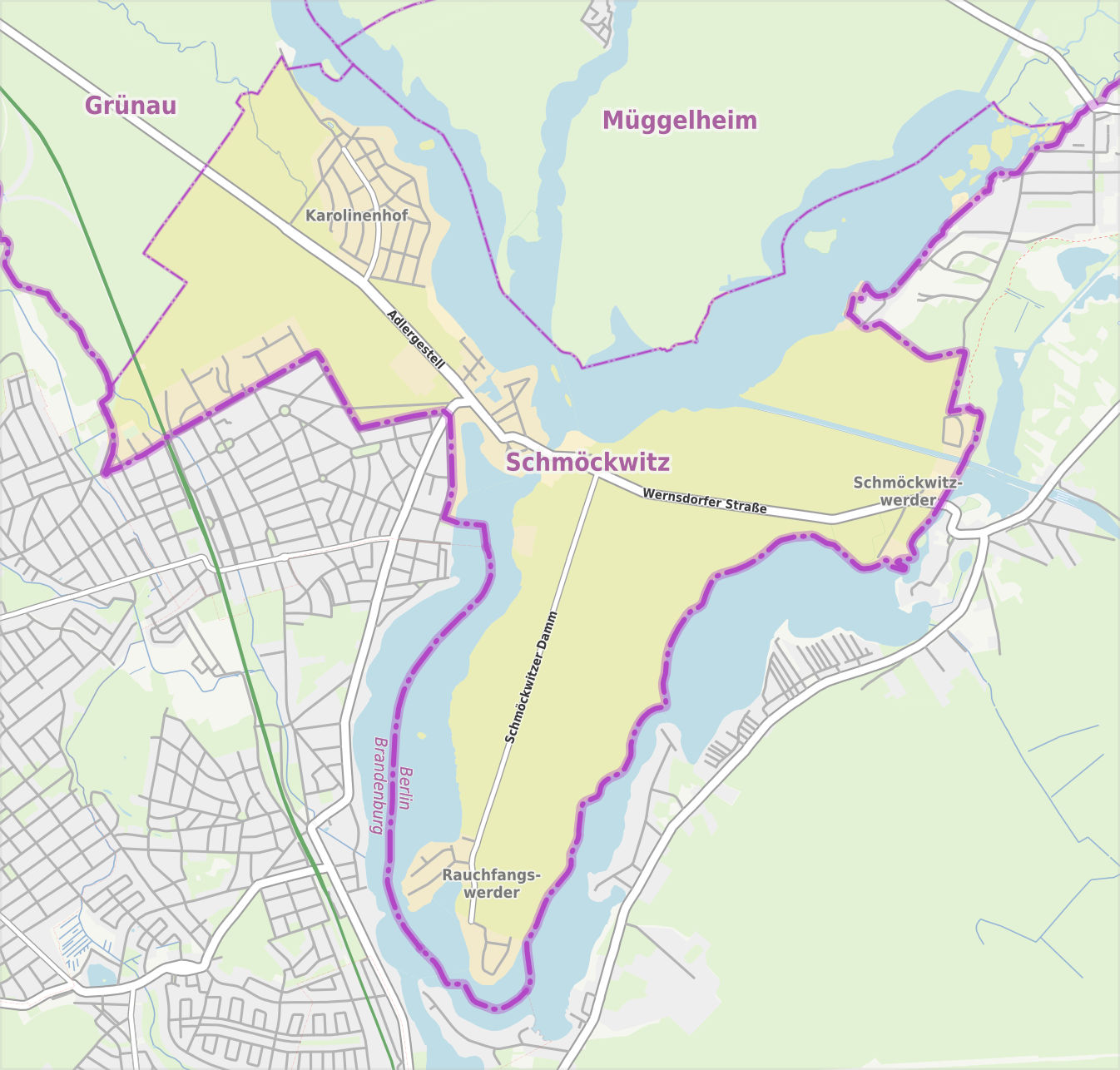
Übersichtskarte von Berlin-Schmöckwitz

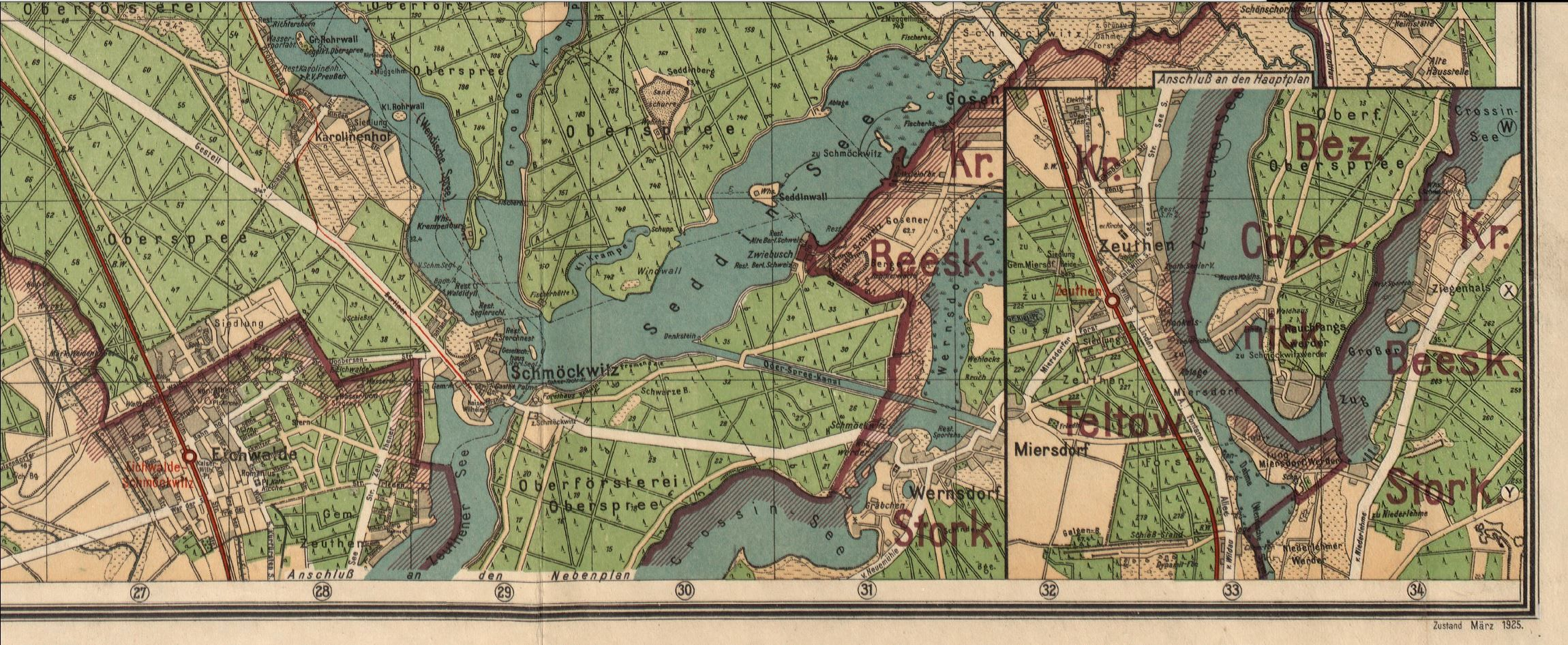
Berlin-Schmöckwitz, 1925

Diese Liste der Straßen und Plätze in Berlin-Schmöckwitz ist eine Zusammenstellung aller im Berliner Straßenverzeichnis aufgeführten Straßen und Plätze des Berliner Ortsteils Schmöckwitz im Bezirk Treptow-Köpenick. Gleichzeitig ist diese Zusammenstellung ein Teil der Listen aller Berliner Straßen und Plätze.

## Überblick
Die Straßen lassen sich im Wesentlichen fünf Siedlungen zuordnen, die durch die Berliner Forsten voneinander getrennt sind. Neben dem Dorfkern sind das die Siedlungen Karolinenhof im Norden am Langen See, Rauchfangswerder im äußersten Süden am Zeuthener See, Schmöckwitzwerder im Osten am Krossinsee und die Schmöckwitz-Siedlung nördlich von Eichwalde an der Görlitzer Bahn. Der Ortsteil besitzt 63 gewidmete Straßen, von denen sich sechs in den Nachbarortsteilen fortsetzen und dazu fünf Plätze. Die Gesamtlänge der Straßen im Ortsteil beträgt 30,9 Kilometer.
Schmöckwitz hat 4.500 Einwohner (Stand: 31. Dezember 2023) und umfasst den Postleitzahlenbereich 12527.

## Übersicht der Straßen und Plätze
Die nachfolgende Tabelle gibt eine Übersicht über die vorhandenen Straßen und Plätze im Ortsteil sowie einige dazugehörige Informationen.
- Name/Lage: aktuelle Bezeichnung der Straße oder des Platzes. Über den Link Lage kann die Straße oder der Platz auf verschiedenen Kartendiensten angezeigt werden. Die Geoposition gibt die Lage der ungefähren Mitte der Straßenlänge an.
- Im amtlichen Straßenverzeichnis nicht aufgeführte Verkehrswege sind mit * gekennzeichnet.
- Ehemalige oder nicht mehr gültige Straßennamen sind kursiv gesetzt. Für bedeutende ehemalige Straßen oder historische Straßennamen ist gegebenenfalls eine gesonderte Liste vorhanden.
- Länge/Maße in Metern:
Die in der Übersicht enthaltenen Längenangaben sind  gerundete Übersichtswerte, die in Google Earth mit dem dortigen Maßstab ermittelt wurden. Sie dienen Vergleichszwecken und werden, sofern amtliche Werte bekannt sind, ausgetauscht und gesondert gekennzeichnet.
Bei Plätzen sind die Maße in der Form a × b für rechteckige Anlagen und für (ungefähr) dreieckige Anlagen als a × b × c mit a als längster Seite angegeben.
Sofern die Straße auch in benachbarte Ortsteile weiterführt, gibt der Zusatz ‚im Ortsteil‘ an, wie lang der Straßenabschnitt innerhalb des Ortsteils dieses Artikels ist.
- Namensherkunft: Ursprung oder Bezug des Namens.
- Anmerkungen: weitere Informationen über anliegende Baudenkmale oder Institutionen, die Geschichte der Straße und historische Bezeichnungen.
- Bild: Foto der Straße oder eines anliegenden Objektes.

| Name/Lage                    | Länge/Maße (in Metern) | Namensherkunft | Datum der Benennung | Anmerkungen | Bild |
| ---------------------------- | ---------------------- | --- | ------------------- | --- | --- |
| Adlergestell (Lage)          |                        | Gestell: Weg des Königs zum Jagdschloss Königs Wusterhausen, der von auf Pfeilern sitzenden Adlern gesäumt gewesen sein soll  | um 1700             | Das Adlergestell gehört mit 12,1 Kilometern zu den längsten Straßen Berlins. In Schmöckwitz gehört das Adlergestell zur Straße nach Werneuchen, die in Brandenburg als L 301 fungiert. Zum Ortsteil gehören die Grundstücke 615 bis 789. Das heutige Teilstück des Adlergestells zwischen Schappachstraße und Alt-Schmöckwitz (ehemals: Berliner Straße) wurde 1958 durch Magistratsbeschluss in die Straße einbezogen. Das Adlergestell führt von der von Michael-Brückner-Straße bis zur Wernsdorfer Straße. | Adlergestell · Berlin-Schmöckwitz Adlergestell                                                                           |
| Alt-Schmöckwitz (Lage)       | 0380                   | entsprechend ihrer Lage im Schmöckwitzer Dorfkern                                                                             | 23. Sep. 1938       | Die Straße entstand durch Zusammenlegung des Kaiser-Wilhelm-Platzes und des Strandwegs im Jahr 1938 und bildet das Zentrum von Schmöckwitz. Hier befindet sich die Dorfkirche Schmöckwitz von 1799 sowie die Endhaltestelle mit Wendeschleife der Schmöckwitz–Grünauer Uferbahn. Sie verläuft als Verlängerung des Adlergestells um den Dorfanger und besitzt einen Abzweig in östlicher Richtung zur Wernsdorfer Straße. | Alt-Schmöckwitz · Alt-Schmöckwitz 14                                                                                     |
| Alter Radelander Weg (Lage)  | 0440 (im Ortsteil)     | Vorwerk Radeland, Ursprungssiedlung der Gemeinde Eichwalde in Brandenburg und Schmöckwitz-Siedlung in Berlin                  | überliefert         | Dieser nicht im amtlichen Verzeichnis enthaltene Weg existierte bereits in früheren Jahrhunderten (erstmals in den Berliner Adressbüchern der 1920er Jahre aufgeführt). Eine Bebauung gab es nicht. In den heutigen Karten führt er geradlinig in Nordwest-Südost-Richtung vom Adlergestell durch den Berliner Forst und die Schmöckwitz-Siedlung bis zur Waldstraße in Eichwalde. Hier trägt er dann den Namen Grünauer Straße. Die beiderseitige Namensgebung zeigt, dass dies eine Verkehrsverbindung zwischen den benachbarten Orten war. | Alter Radelander Weg |
| Am Oder-Spree-Kanal (Lage)   | 0630                   | Oder-Spree-Kanal, Kanal in Berlin und Brandenburg                                                                             | 4. Juli 2005        | Die nördlich des Oder-Spree-Kanals gelegene Straße entstand durch Zusammenlegung der Straße 790 und Straße 791. Sie erschließt eine Wohnsiedlung und ist nur über brandenburger Gebiet zu erreichen. | Berlin-Schmöckwitz Am Oder-Spree-Kanal                                                                                   |
| Am Seddinsee (Lage)          | 0440                   | Seddinsee, See in Berlin | 23. Sep. 1938       | Die Straße führt vom Weiselpfad zur Wernsdorfer Straße. Von vor 1866 bis 1938 hieß sie Seestraße und wurde vermutlich wegen Namensgleichheit zur Vermeidung von Verwechselungen umbenannt. Hier befinden sich die Bootsstände des Segel-Clubs Seddin. | Berlin-Schmöckwitz Am Seddinsee                                                                                          |
| Argoallee (Lage)             | 0440                   | SC Argo 1909, an der Straße ansässiger Segelverein                                                                            | 1930                | Die Straße entstand als Straße A des Bebauungsplans für Rauchfangwerder und wurde nach dem dort ansässigen Segelverein Segelclub Argo e. V. benannt, der 1990 wieder in das in den 1920er Jahren errichtete Clubhaus ziehen konnte. | Berlin-Schmöckwitz Argoallee Seglerheim                                                                                  |
| Beutenweg (Lage)             | 0210                   | Beute, Fachbezeichnung für den Bienenstock                                                                                    | 23. Sep. 1938       | Der Beutenweg verläuft vom Adlergestell bis Am Seddinsee. Von vor 1866 bis 1938 hieß er Mittelstraße. Der Name ‚Beutenweg‘ erinnert (wie der des Imkerwegs und der des Weiselpfads) daran, dass die Schmöckwitzer Fischer auch das Recht besaßen, gegen Abgabe von Honig an den Grundherrn und ans Köpenicker Schloss in der markgräflichen Heide Imkerei zu betreiben. | Beutenweg |
| Biebersdorfer Weg (Lage)     | 0450                   | Biebersdorf (Njacyna), Ortsteil der Gemeinde Märkische Heide in Brandenburg                                                   | 10. Apr. 1931       | Die Straße in der Ortslage Karolinenhof verläuft vom Lübbenauer Weg bis zur Rohrwallallee. Bei ihrer Anlage hieß sie Straße 774. | Berlin-Schmöckwitz Biebersdorfer Weg                                                                                     |
| Böhmallee (Lage)             | 0120                   | Johannes Böhm (1857–1938), Paläontologe und Geologe                                                                           | 1930                | Die kurze Straße zwischen Schmöckwitzer Damm und Moßkopfring erhielt ihren Namen vermutlich, weil Böhm, der 1909 Bauherr auf dem heutigen Grundstück Moßkopfring 26 war, die erste Parzelle in der Straße erwarb. | Berlin-Schmöckwitz Böhmallee                                                                                             |
| Ebelallee (Lage)             | 0120                   | Ebel, ehemals in Rauchfangswerder ansässige Familie                                                                           | 1930                | Die Stichstraße führt vom Moßkopfring zum Zeuthener See. Sie wurde nach der ab 1894 in Rauchfangswerder ansässigen Familie Ebel benannt. Der Bauernsohn Karl Friedrich Ebel 1894 in die altansässige Familie Waldow eingeheiratet. Am 7. September 1909 wurde der Großteil des familiären Landbesitzes von seiner Ehefrau Auguste Ebel, geb. Waldow, an eine Maklerfirma verkauft. Ab 1910 wurde dieser parzelliert und an Interessenten veräußert. | Berlin-Schmöckwitz Ebelallee                                                                                             |
| Eichwalder Aue (Lage)        | 0410                   | Eichwalde, Gemeinde in Brandenburg                                                                                            | 26. Juli 1927       | Die von der Miersdorfer Straße zum Wendel-Hipler-Weg führende Straße in der entstand als Straße 716 des Bebauungsplans. Sie ist nur über Brandenburger Gebiet erreichbar. | Berlin-Schmöckwitz Eichwalder Aue                                                                                        |
| Elstergrund (Lage)           | 0230                   | Elster, Vogelart aus der Familie der Rabenvögel                                                                               | 22. Jan. 1924       | Die Straße liegt zwischen Erlengrund und Fliederweg. Sie wird im Adressbuch von 1928 als unbebaut ausgewiesen, 1943 ist die rechte Seite bereits bebaut. | Berlin-Schmöckwitz Elstergrund                                                                                           |
| Erlengrund (Lage)            | 0370                   | Erlenbruch, permanent nasser, sumpfiger Wald                                                                                  | 18. Feb. 1927       | Die von der Waldstraße abgehende Sackgasse endet mit einem Wendehammer am Waldesrand. Die entstand als Straße 5 und wurde vermutlich nach einem ehemals hier liegenden Erlenbruch benannt. | Berlin-Schmöckwitz Erlengrund                                                                                            |
| Fährallee (Lage)             | 0580                   | Nach der hier von 1897 bis 1952 verkehrenden Fähre von Rauchfangwerder nach Zeuthen                                           | 1928                | Die Straße in Rauchfangwerder führt vom Schmöckwitzer Damm zum Seddinsee. Sie entstand nach dem Bebauungsplan für Rauchfangwerder als Straße B. Hier befindet sich seit 1914 der Verein Berliner Segler e. V. | Berlin-Schmöckwitz Fährallee                                                                                             |
| Fehrower Steig (Lage)        | 090                    | Fehrow (niedersorbisch Prjawoz), Gemeinde in Brandenburg                                                                      | 10. Apr. 1931       | Die kurze Straße zwischen Peitzer Weg und Rohrwallallee entstand als Straße 769 des Bebauungsplans. | Berlin-Schmöckwitz Fehrower Steig                                                                                        |
| Fichtengrund (Lage)          | 0340                   | Fichten, Pflanzengattung in der Familie der Kieferngewächse                                                                   | 18. Feb. 1927       | Die von der Waldstraße abgehende Stichstraße entstand als Straße 1 des Bebauungsplans | Berlin-Schmöckwitz Fichtengrund                                                                                          |
| Finkengasse (Lage)           | 0130                   | Finken, artenreiche Familie aus der Ordnung der Sperlingsvögel                                                                | 18. Feb. 1927       | Die von der Waldstraße abgehende Stichstraße entstand als Straße 10 des Bebauungsplans. Im Adressbuch von 1928 ist sie noch als unbebaut ausgewiesen. | Berlin-Schmöckwitz Finkengasse                                                                                           |
| Fliederweg (Lage)            | 0310                   | Flieder, Pflanzengattung aus der Familie der Ölbaumgewächse (Oleaceae)                                                        | 18. Feb. 1927       | Die vom Grünauer Weg abgehende Wohnstraße endet als befahrbare Straße vor der Einmündung des Elstergrunds in einem Wendehammer. Von dort führt ein befahrbarer Weg weiter bis zum Erlengrund. | Berlin-Schmöckwitz Fliederweg                                                                                            |
| Godbersenstraße (Lage)       | 0930                   | Nicolaus August Rudolf Godbersen (1841–1915), Forstwirt                                                                       | um 1907             | Die unbebaute, durch den Berliner Forst führende Straße verbindet die Zeuthener Straße mit der Grenzstraße in Eichwalde. Sie erhielt ihren Namen nach dem Forstmeister Godbersen, der im kaiserlichen Auftrag 1896/1897 über die Realisierung einer „Allerhöchsten Zusage“ an den Vorsitzenden des Berliner Regatta-Vereins, Büxenstein, verhandelte, die fiskalische Uferflucht entlang der Grünauer Ruder-Regattastrecke von anderer Nutzung frei und – auf der Basis einer vom Regatta-Verein zu entrichtenden Pacht – allein für die Ansiedlung von Sportvereinen offen zu halten. | Godbersenstraße · Berlin-Schmöckwitz Godbersenstraße                                                                     |
| Grünauer Weg (Lage)          | 0340                   | Grünau, Ortsteil im Bezirk Treptow-Köpenick von Berlin                                                                        | um 1930             | Der Grünauer Weg ist Teil einer alten Verbindung von Eichwalde nach Grünau. Er beginnt als Grünauer Straße in Eichwalde, wird dann auf Schmöckwitzer Gebiet zum Grünauer Weg, der am Waldrand als Sackgasse endet, aber sich als Forstweg – Alter Radelander Weg – bis zum Adlergestell fortsetzt. | Berlin-Schmöckwitz Grünauer Weg                                                                                          |
| Heckenweg (Lage)             | 0170                   | Hecke, linienförmiger Aufwuchs (ein- oder mehrreihig) dicht stehender, stark verzweigter Sträucher                            | 18. Feb. 1927       | Die von der Waldstraße abgehende Stichstraße entstand als Straße 11 des Bebauungsplans. Ihr Name bezieht sich auf die zwischen den Grundstücken angelegten Hecken. | Berlin-Schmöckwitz Heckenweg                                                                                             |
| Hirtenfließ (Lage)           | 0130                   | Hirtenfließ, vermutlich ehemaliger Name des in der Nähe verlaufenden Plumpengrabens                                           | 18. Feb. 1927       | Die von der Waldstraße abgehende Stichstraße entstand als Straße 9 des Bebauungsplans. | Berlin-Schmöckwitz Hirtenfließ                                                                                           |
| Imkerweg (Lage)              | 0490                   | Imker, beschäftigt sich mit der Haltung und Züchtung von Honigbienen und der Produktion von Honig und weiterer Bienenprodukte | 23. Sep. 1938       | Der Imkerweg führt vom Adlergestell zum Seddinsee und endet dort als Sackgasse. Von 1866 bis 1938 hieß er Wendenstraße und wurde wahrscheinlich wegen der Verwechslungsgefahr mit der Wendenstraße in Altglienicke umbenannt. Der Name erinnert (wie der des Beutenwegs und des Weiselpfads) daran, dass die Schmöckwitzer Fischer das Recht besaßen, gegen Abgabe von Honig an den Grundherrn und an das Köpenicker Schloss in der markgräflichen Heide Imkerei zu betreiben. Hier befinden sich die Bootsstände des Eisenbahn-Sportvereins Schmöckwitz. | Berlin-Schmöckwitz Imkerweg                                                                                              |
| Jackyallee (Lage)            | 0150                   | Jacky, auf dem Rauchfangswerder ab dem 18. Jahrhundert ansässige Familie                                                      | 1933                | Die kurze Straße auf dem Rauchfangswerder führt von der Fährallee zum Zeuthener See. Sie entstand nach dem Bebauungsplan als Straße E. | Berlin-Schmöckwitz Jackyallee                                                                                            |
| Karolinenhofweg (Lage)       | 0820                   | Karolinenhof, Villenkolonie und Ortslage in Schmöckwitz                                                                       | 10. Apr. 1931       | Die Straße entstand ab 1894 bei der Anlage der Villenkolonie Karolinenhof durch den Bankier Albert Schappach. Sie trug zunächst den Namen Karolinenhofstraße und wurde 1931 unter Einbeziehung der Straße 757 in Karolinenhofweg umbenannt. Sie führt von der Rehfeldtstraße über Vetschauer Allee und Lübbenauer Weg und endet dort als Sackgasse. | Karolinenhofweg · Berlin-Schmöckwitz Karolinenhofweg Spielplatz                                                          |
| Krähenhorst (Lage)           | 070                    | Krähen, Gattung in der Familie der Rabenvögel                                                                                 | vor 1925            | Die von der Waldstraße abgehende kurze Stichstraße endet in einem Wendekopf und ist bereits im Adressbuch von 1928 mit einem bebauten Grundstück verzeichnet. | Berlin-Schmöckwitz Krähenhorst                                                                                           |
| Krimnitzer Weg (Lage)        | 0430                   | Krimnitz, (niedersorbisch Kśimnice), Ortsteil der Stadt Lübbenau/Spreewald                                                    | 10. Apr. 1931       | Der Weg entstand als Straße 782 und führt von der Vetschauer Allee bis fast zum Dahme-Ufer. | Berlin-Schmöckwitz Krimnitzer Weg                                                                                        |
| Krugauer Steig (Lage)        | 0360                   | Krugau, (niedersorbisch Dubrawa), Ortsteil der Gemeinde Märkische Heide                                                       | 10. Apr. 1931       | Die Straße führt von der Vetschauer Allee über Rohrwallallee bis zum Langen See. Sie entstand durch Zusammenlegung der Straße 765 und Straße 767. | Berlin-Schmöckwitz Krugauer Steig                                                                                        |
| Lindenstraße (Lage)          | 0850 (im Ortsteil)     | Linden, Pflanzengattung in der Unterfamilie der Lindengewächse (Tilioideae) innerhalb der Familie der Malvengewächse          | um 1920             | Die Lindenstraße führt von der Godbersenstraße zur Friedensstraße in Eichwalde. Zum Ortsteil gehören nur die Nummern 6 bis 39 auf der östlichen Seite bis in Höhe der Tschaikowskistraße in Eichwalde. | Berlin-Schmöckwitz Lindenstraße                                                                                          |
| Lübbenauer Weg (Lage)        | 0850                   | Lübbenau/Spreewald (seit dem 1. Januar 1998, vorher Lübbenau), (niedersorbisch Lubnjow/Błota), Stadt in Brandenburg           | 10. Apr. 1931       | Die Straße in der Ortslage Karolinenhof verläuft zu beiden Seiten der Vetschauer Allee vom Langen See über Platz 764 zum Karolinenhofweg, wo sie als Sackgasse endet. Sie entstand 1931 durch Zusammenlegung der Straßen 760, 771, 772 und 773. Viele Straßen im Karolinenhof sind nach Orten im Spreewald benannt. | Berlin-Schmöckwitz Lübbenauer Weg                                                                                        |
| Mariannenstraße (Lage)       | 0670                   | Marianne, weiblicher Vorname                                                                                                  | vor 1930            | Sie verbindet die Grenzstraße mit der Zeuthener Straße und bildet die Grenze zu Eichwalde. Nur die nördlichen unbebauten Grundstücke gehören zu Berlin. | Berlin-Schmöckwitz Mariannenstraße                                                                                       |
| Miersdorfer Straße (Lage)    | 0310                   | Miersdorf, Ortsteil von Zeuthen, Landkreis Dahme-Spreewald                                                                    | 26. Juli 1927       | Die Straße führt von der Waldstraße über die Eichwalder Aue zum Berliner Forst und endet dort als Sackgasse. | Berlin-Schmöckwitz Miersdorfer Straße                                                                                    |
| Moßkopfring (Lage)           | 0700                   | Georg Moßkopf († 1938), Glasermeister, Anwohner                                                                               | 1930                | Moßkopf gründete 1910 den Grundbesitzerverein Rauchfangswerder-Süd, bewirkte als dessen Vorsitzender 1911 die Verschmelzung mit dem Verein gleichen Namens für Rauchfangswerder-Nord und stand danach bis 1934 an der Spitze des Gesamtvereins. Der im vornehmen Berliner Westen wohnende Moßkopf, der an der Straße selbst ein Grundstück erwarb (damals: Nr. 51), begleitete die Parzellierung und Besiedlung von Rauchfangswerder-Süd und sorgte maßgeblich für den 1921 erfolgten Anschluss von Rauchfangswerder an das Berliner Elektrizitätsnetz. Die Straße hat einen U-förmigen Verlauf, sie führt von der Böhmalle um die Südspitze von Rauchfangswerder und endet am Waldesrand. Sie ist die südlichste Straße Berlins. | Berlin-Schmöckwitz Moßkopfring                                                                                           |
| Nuscheweg (Lage)             | 0700                   | Albert Nusche, von 1863 bis 1893 Gemeindevorsteher von Schmöckwitz                                                            | 10. Apr. 1931       | Der Nuscheweg verläuft zu beiden Seiten der Straße Zum Seeblick. Er entstand durch Zusammenlegung der Straßen J und 793. | Berlin-Schmöckwitz Nuscheweg                                                                                             |
| Peitzer Weg (Lage)           | 0720                   | Peitz (niedersorbisch Picnjo), Stadt im Landkreis Spree-Neiße                                                                 | 10. Apr. 1931       | Der Peitzer Weg im Karolinenhof führt vom Nordende der Rohrwallalle zu deren Südende. Der vorherige Name war Straße 766. | Berlin-Schmöckwitz Peitzer Weg                                                                                           |
| Platz 764 (Lage)             | 020 × 20               | noch bestehende Bezeichnung des Bebauungsplans                                                                                | unbekannt           | Der dreieckige Platz wird durch die Vetschauer Allee, den Lübbenauer Weg und den Biebersdorfer Weg begrenzt. | Berlin-Schmöckwitz Platz 764                                                                                             |
| Platz 768 (Lage)             | 020 × 20               | noch bestehende Bezeichnung des Bebauungsplans                                                                                | unbekannt           | Der Platz 768 besteht aus der Straßeneinmündung der Fehrower Steig in die Rohrwallallee. | Berlin-Schmöckwitz Platz 768                                                                                             |
| Platz 770 (Lage)             | 020 × 20               | noch bestehende Bezeichnung des Bebauungsplans                                                                                | unbekannt           | Der Platz 770 besteht aus der Straßeneinmündung des Lübbenauer Wegs in die Rohrwallallee. | Berlin-Schmöckwitz Platz 770                                                                                             |
| Platz 777 (Lage)             | 020 × 20               | noch bestehende Bezeichnung des Bebauungsplans                                                                                | unbekannt           | Der Platz 777 besteht aus der Straßeneinmündung des Biebersdorfer Wegs in die Rohrwallallee. | Berlin-Schmöckwitz Platz 777                                                                                             |
| Pretschener Weg (Lage)       | 0490                   | Pretschen (niedersorbisch Mrocna), Dorf im Landkreis Dahme-Spreewald                                                          | 10. Apr. 1931       | Die Straße in der Siedlung Karolinenhof verläuft vom Biebersdorfer Weg bis zum Krimnitzer Weg. Der vorherige name war Straße 780. | Berlin-Schmöckwitz Pretschener Weg                                                                                       |
| Radduscher Weg (Lage)        | 0330                   | Raddusch (niedersorbisch Raduš), Ort im Spreewald und ist ein Teil der Stadt Vetschau im Landkreis Oberspreewald-Lausitz      | 10. Apr. 1931       | Die Straße im Karolinenhof entstand als Straße 756. Sie führt von der Vetschauer Allee bis zum Ragower Weg und endet als Sackgasse. | Berlin-Schmöckwitz Radduscher Weg                                                                                        |
| Ragower Weg (Lage)           | 0230                   | Ragow (niedersorbisch Rogow), Ortsteil der Stadt Lübbenau/Spreewald im Landkreis Oberspreewald-Lausitz.                       | 10. Apr. 1931       | Die Straße im Karolinenhof führt vom Lübbenauer Weg bis zum Radduscher Weg. Sie wurde als Straße 758 des Bebauungsplans angelegt. | Berlin-Schmöckwitz Ragower Weg                                                                                           |
| Rainweg (Lage)               | 0410                   | Rain, Begriff für den Randstreifen eines Feldes                                                                               | 22. Jan. 1924       | Die Straße zwischen Waldstraße und Grünauer Weg entstand als Straße 2 des Bebauungsplans. Der Name der Straße bezieht sich wahrscheinlich auf die Grenze zwischen dem Köpenicker Ortsteil Schmöckwitz und der nicht mehr zu Berlin gehörenden Gemeinde Eichwalde, auf die die Straße zuläuft. Eine Bezugnahme auf die Feldflächen des ehemaligen Vorwerks Radeland, das auf Eichwalder Territorium lag, ist ebenfalls möglich. | Berlin-Schmöckwitz Rainweg                                                                                               |
| Rehfeldtstraße (Lage)        | 0300                   | Paul Rehfeldt (1848–1905), Gastwirt, Kommunalpolitiker                                                                        | um 1920             | Die Straße im Karolinenhof führt von der Schappachstraße bis zur Sportpromenade. Der Gastwirt Rehfeldt war Mitbegründer der Villenkolonie Karolinenhof und langjähriger Gemeindevertreter von Schmöckwitz. | Berlin-Schmöckwitz Rehfeldtstraße                                                                                        |
| Rohrwallallee (Lage)         | 1420                   | Großer Rohrwall und Kleiner Rohrwall, Inseln im Langen See vor der Kolonie Karolinenhof                                       | 10. Apr. 1931       | Die Rohrwallallee führt entlang des Langen Sees von der Schappachstraße über den Sielower Weg bis zum Krimnitzer Weg. Von 1929 bis 1931 hieß sie Hindenburgstraße. Sie entstand 1931 aus Zusammenlegung der Straße 778 und der Hindenburgstraße. | Rohrwallallee · Berlin-Schmöckwitz Rohrwallallee                                                                         |
| Schappachstraße (Lage)       | 0890                   | Ernst Emil Albert Schappach (1848–1915), Bankier, Gründer der Kolonie Karolinenhof                                            | um 1895             | Der Berliner Bankier Schappach kaufte 1894 das nördlich des Dorfes Schmöckwitz gelegene ehemalige Bauerngut, das 1782 der Kolonist Kersten auf einem etwa 72 Hektar großen Gelände des Köpenicker Amtsforstes angelegt und nach dem Vornamen seiner Frau Karolinenhof genannt hatte. Er gründete die Terraingesellschaft Carolinenhof, die das Gelände parzellierte und darauf ab 1885 eine Villenkolonie anlegte. Schappach selbst errichtete 1895 das erste Haus der Kolonie (Schappachstraße 16). Er wurde in Kreuzberg auf dem Friedhof I der Jerusalems- und Neuen Kirche (evangelisch), Zossener Straße (Erbbegräbnis), bestattet.                                                                                          | Berlin-Schmöckwitz Schappachstraße · Schappachstraße 16                                                                  |
| Schmöckwitzer Damm (Lage)    | 3540                   | Schmöckwitz, Ortsteil im Bezirk Treptow-Köpenick                                                                              | 1928                | Die Straße führt von der Wernsdorfer Straße bis zum südlichen Ende von Rauchfangswerder. Sie entstand als Straße G des Bebauungsplanes von 1901. Seit der Besiedlung des Bockswerder (heute Rauchfangswerder-Nord) Mitte des 18. Jahrhunderts einzige Landverbindung der Einwohner. Im 19. Jahrhundert halbseitig, erst 1964 beidseitig gepflastert und nach 1970 asphaltiert. Am Ufer des Zeuthener Sees liegt ein Campus der japanischen Teikyō-Universität. | Schmöckwitzer Damm Löschhaus Rauchfangswerder · Schmöckwitzer Damm Teikyo Berlin · Berlin-Schmöckwitz Schmöckwitzer Damm |
| Schmöckwitzwerder Süd (Lage) | 0470                   | Schmöckwitzwerder, Ortslage in Schmöckwitz am Wernsdorfer See                                                                 | unbekannt           | Die Straße in der Ortslage Schmöckwitzwerder geht von der Wernsdorfer Straße ab und erschließt die Kleingartenanlage ‚Naturfreunde Köpenick‘. Sie endet am Ufer des Krossinsees. | Berlin-Schmöckwitz Schmöckwitzwerder Süd                                                                                 |
| Schwarzer Weg (Lage)         | 4510 (1540 + 2970)     | nach den Schwarzen Bergen (37,2 m), über die der Weg führt                                                                    | nach 1937           | Der Weg führt nördlich der Wernsdorfer Straße durch die Berliner Forsten bis zum Oder-Spree-Kanal sowie südlich der Wernsdorfer Straße nach Rauchfangswerder, wo er am Anfang der Bebauung auf den Schmöckwitzer Damm trifft. Der Name des Weges bezieht sich wahrscheinlich auf die Schwarzen Berge, über die der Weg führt. Bis zur Sprengung der Brücke über den Oder-Spree-Kanal im April 1945 war er die Verbindung zwischen Schmöckwitz und Gosen. | Berlin-Schmöckwitz Schwarzer Weg                                                                                         |
| Seddinpromenade (Lage)       | 1520                   | Seddinsee, See an der südöstlichen Stadtgrenze Berlins                                                                        | vor 1929            | Der Fußweg führt von der Wernsdorfer Straße entlang am Ufer des Seddinsees und weiter am Oder-Spree-Kanal. Ein Abzweig führt zum Schwarzen Weg, über den die Bootshäuser am Südende des Seddinsees erreichbar sind. | Berlin-Schmöckwitz Zugang zur Seddinpromenade                                                                            |
| Siedlers Eck (Lage)          | 0160                   | Straße verläuft in einem stumpfen Winkel                                                                                      | 18. Feb. 1927       | Die Stichstraße geht von der Waldstraße ab und wurde als Straße 8 des Bebauungsplans angelegt. | Berlin-Schmöckwitz Siedlers Eck                                                                                          |
| Sielower Weg (Lage)          | 0330                   | Sielow (niedersorbisch Žylow), Ortsteil der Stadt Cottbus in Brandenburg                                                      | 10. Apr. 1931       | Der Sielower Weg liegt im Karolinenhof zwischen Vetschauer Straße und Rohrwallallee. Der vorherige Name war Straße 781. | Berlin-Schmöckwitz Sielower Weg                                                                                          |
| Sportpromenade (Lage)        | 0540 (im Ortsteil)     | entsprechend der Bedeutung Grünaus als Zentrum des Wassersports                                                               | 23. März 1925       | Die Sportpromenade geht in die Vetschauer Allee über und verläuft am Ufer des Langen Sees. Auf dieser Trasse verkehrt die Schmöckwitz–Grünauer Uferbahn. In der Nr. 23 liegt das Vereinshaus der Rudergemeinschaft Rotation Berlin e. V. | Berlin-Schmöckwitz Sportpromenade                                                                                        |
| Straße D (Lage)              | 0110                   | entsprechend dem Bebauungsplan von Rauchfangswerder noch bestehende Bezeichnung                                               | nach 1901           | Die Straße D in Rauchfangswerder geht als Stichstraße von der Argoallee ab und endet am Zeuthener See. | Berlin-Schmöckwitz Straße D                                                                                              |
| Striesower Weg (Lage)        | 0330                   | Striesow (niedersorbisch Strjazow), Ortsteil der Gemeinde Dissen-Striesow in Brandenburg                                      | 10. Apr. 1931       | Der als Straße 759 in der Siedlung Karolinenhof angelegt Weg führt vom Lübbenauer Weg zum Radduscher Weg. | Berlin-Schmöckwitz Striesower Weg                                                                                        |
| Treppendorfer Weg (Lage)     | 0400                   | Treppendorf (niedersorbisch Rańchow), Ortsteil der Stadt Lübben (Spreewald) in Brandenburg                                    | 10. Apr. 1931       | Der Treppendorfer Weg in der Siedlung Karolinenhof verbindet Schappachstraße und Lübbenauer Weg. Er entstand als Straße 761 des Bebauungsplans. | Berlin-Schmöckwitz Treppendorfer Weg                                                                                     |
| Vetschauer Allee (Lage)      | 1340                   | Vetschau/Spreewald (niedersorbisch Wětošow), Kleinstadt im Landkreis Oberspreewald-Lausitz                                    | 10. Apr. 1931       | Die Vetschauer Alle ist die Hauptverkehrsverbindung im Karolinenhof. Sie führt als Verlängerung der Sportpromenade zum Adlergestell. In der Straßenmitte verlaufen die Gleise der Schmöckwitz–Grünauer Uferbahn. Sie entstand ab 1906 bei Anlage der Villenkolonie als Stubenrauchstraße. 1931 wurden die Stubenrauchstraße und die Straße 763 in Vetschauer Allee benannt. | Berlin-Schmöckwitz Vetschauer Allee · Vetschauer Allee 1990                                                              |
| Viebahnstraße (Lage)         | 0100                   | Friedrich Karl Hermann Georg von Viebahn (1840–1915), General und Evangelist                                                  | 26. Juli 1927       | Die kurze Stichstraße geht von der Eichwalder Aue ab und endet am Berliner Forst. Sie entstand als Straße 717 und liegt auf dem ehemaligen Gelände des gemeinnützigen Vereins christlicher Siedlungen, zu dessen Förderern Viebahn gehörte. | Berlin-Schmöckwitz Viebahnstraße                                                                                         |
| Waldstraße (Lage)            | 1770 (im Ortsteil)     | Wald, Lage beim nahegelegenen Berliner Forst                                                                                  | unbekannt           | Die Waldstraße verläuft von der Grenzstraße in Eichwalde zur August-Bebel-Straße. Sie wendet ihre Südseite dem Brandenburger Gebiet zu und bildet von der Grenzstraße bis zum Triftgraben die Grenze zwischen Berlin und Brandenburg. Lediglich die nördlichen Grundstücke (72–246, gerade) gehören zum Ortsteil. Vom 23. März 1934 bis nach 1956 hieß sie Dreyerallee nach dem im französischen Zuchthaus St. Martin de Ré gestorbenen Reichsangehörigen Willi Dreyer. | Berlin-Schmöckwitz Waldstraße                                                                                            |
| Weiselpfad (Lage)            | 0190                   | Weisel, Bienenkönigin | 23. Sep. 1938       | Der Weiselpfad führt vom Imkerweg zu den Bootshäusern an der Nordostseite des Yachthafen Schmöckwitz. Von um 1900 bis 1938 hieß er Gartenstraße. Vor der Bebauung dieses Gebiets befand sich dort ein Gartengelände, nach dem die Straße ihren Namen erhalten hat. | Berlin-Schmöckwitz Weiselpfad · Berlin-Schmöckwitz Weiselpfad                                                            |
| Wendel-Hipler-Weg (Lage)     | 0340                   | Wendel Hipler (1465–1526), Bauernführer                                                                                       | 31. Mai 1951        | Die Straße geht von der Waldstraße ab und führt zur Eichwalder Aue, wo sie als Sackgasse endet. Vom 26. Juli 1927 bis zum 31. Mai 1951 hieß sie Michaelisweg, nach dem preußischen Staatsmann Georg Michaelis. Die Straße liegt auf dem Gelände des ehemaligen gemeinnützigen Vereins christlicher Siedlungen, zu dessen Förderern Michaelis gehörte. Bei der Anlage hieß sie Straße 715. | Berlin-Schmöckwitz Wendel-Hipler-Weg                                                                                     |
| Wernsdorfer Straße (Lage)    | 3500                   | Wernsdorf, Ortsteil der Stadt Königs Wusterhausen in Brandenburg                                                              | 15. Aug. 1958       | Die Wernsdorfer Straße führt als Fortsetzung des Adlergestells durch den Schmöckwitzer Werder, die östlich der Dahme gelegene Ortslage, und geht an der Stadtgrenze in die Landstraße 30 über, die weiter nach Erkner führt. Die Straße trägt den Namen seit 1958 als der westliche Teil der damaligen Berliner Straße (heute: Adlergestell) bis zur Schmöckwitzer Brücke und die Wernsdorfer Landstraße zusammengelegt wurden. Ein nördlicher Abzweig führt zum Oder-Spree-Kanal und erschließt das Gelände der hier gelegenen Akademie Berlin-Schmöckwitz. | Wernsdorfer Straße · Wernsdorfer Straße Akademie Berlin-Schmöckwitz · Berlin-Schmöckwitz Wernsdorfer Straße              |
| Windwallstraße (Lage)        | 0290                   | Windwall, Flurbezeichnung zwischen Kleiner Krampe und Seddinsee                                                               | 29. Jan. 1937       | Die Straße verläuft über Zum Seeblick parallel zu Seeufer zum Bootshaus des Motorwassersportclubs Grünau. Von um 1900 bis 1937 trug sie den Namen Schopenhauerstraße bei der Anlage Straße H. | Schmöckwitz Windwallstraße                                                                                               |
| Zaucher Weg (Lage)           | 0460                   | Zauche, Hochfläche im Südosten Brandenburgs                                                                                   | 10. Apr. 1931       | Die Straße in der Siedlung Karolinenhof führt vom Biebersdorfer Weg zum Krimnitzer Weg. Vorher Straße 779 des Bebauungsplans. | Berlin-Schmöckwitz Zaucher Weg                                                                                           |
| Zerkwitzer Weg (Lage)        | 0270                   | Zerkwitz (niedersorbisch Cerkwica), Ortsteil der Stadt Lübbenau/Spreewald in Brandenburg                                      | 10. Apr. 1931       | Der Weg in der Siedlung Karolinenhof liegt beiderseits der Vetschauer Allee zwischen Treppendorfer Weg und Peitzer Weg. Er entstand als Straße 762 des Bebauungsplans. | Berlin-Schmöckwitz Zerkwitzer Weg                                                                                        |
| Zeuthener Weg (Lage)         | 0160                   | Zeuthen, Gemeinde in Brandenburg                                                                                              | 17. Sep. 1938       | Die Straße verbindet den im Bogen verlaufenden Moßkopfring. Von nach 1900 bis 1938 hieß sie Georg-Meyer-Allee, nach dem preußischen Politiker Georg Meyer. Sie wurde bereits ab 1937 als Zeuthener Weg bezeichnet, amtlich jedoch erfolgte die Umbenennung erst am 17. September 1938. Dieser Zeitpunkt lässt vermuten, dass dem Bestreben, einen Teil der oder die ganze Straße nach dem Privatgelehrten Nicolai Zeuthen (Begründer des Grundbesitzervereins Rauchfangswerder-Nord) in Zeuthenweg zu benennen, amtlich entgegengetreten werden sollte, da der ins Auge gefasste Namensgeber vermutlich Jude war. | Berlin-Schmöckwitz Zeuthener Weg                                                                                         |
| Zu den Gosener Bergen (Lage) | 0490                   | Gosener Berge, Höhenzug in der Gemeinde Gosen-Neu Zittau in Brandenburg                                                       | 6. Apr. 2005        | Die nördlich des Oder-Spree-Kanals gelegene Straße war zuvor unbenannt. Sie erschließt eine Wohnsiedlung und ist nur über brandenburger Gebiet zu erreichen. Sie erschließt die Wohnsiedlung in der Straße Am Oder-Spree-Kanal. | Berlin-Schmöckwitz Zu den Gosener Bergen                                                                                 |
| Zum Seeblick (Lage)          | 0280                   | Verbindung zum Langen See | 14. Feb. 1976       | Die Straße führt in nordöstlicher Richtung zum Langen See und endet dort als Sackgasse. Seit vor 1923 bis 1937 hieß sie Fontanestraße. Im Berliner Adressbuch von 1923, in dem Schmöckwitz das erste Mal auftaucht, ist sie mit drei Häusern verzeichnet. Der Name von 1937 bis 1976 war Goulbierstraße, benannt nach dem Köpenicker Bezirksverordneten und Stadtrat der Deutschnationalen Volkspartei. | Berlin-Schmöckwitz Zum Seeblick                                                                                          |

## Ehemalige Straßen
| Name                 | Namensherkunft | wann benannt  | bis wann gültig | ggf. heutiger Name                  | Anmerkungen |
| -------------------- | --- | ------------- | --------------- | ----------------------------------- | --- |
| Berliner Straße      | Berlin, Richtung | um 1870       | 15. Aug. 1958   | → Adlergestell → Wernsdorfer Straße | Sie verlief ursprünglich von der Schappachstraße bis zur Schmöckwitzer Brücke. Der Teil zwischen Schappachstraße und Alt-Schmöckwitz wurde 1958 Teil des Adlergestells, zwischen Alt-Schmöckwitz und der Schmöckwitzer Brücke kam zur Wernsdorfer Straße, die am selben Tage von Wernsdorfer Landstraße umbenannt wurde. |
| Dreyerallee          | Willi Dreyer, ein 1924 im französischen Zuchthaus St. Martin de Ré verstorbenen Reichsangehöriger                          | um 1870       | 1956            | → Waldstraße                        | Laut Adressbuch von 1943 war Willi Dreyer „ein in französischer Gefangenschaft verstorbener Kämpfer für Deutschlands Freiheit und Erwachen“ Die Hintergründe sind nicht mehr bekannt. Sein Leichnam wurde im April 1924 nach Berlin überführt und unter Beteiligung der Reichswehr und vaterländischer Vereine bestattet. |
| Fontanestraße        | Theodor Fontane, Schriftsteller                                                                                            | vor 1928      | 29. Jan. 1937   | → Goulbierstraße                    | Die Fontanestraße erhielt 1937 den Namen Goulbierstraße nach dem Köpenicker Bezirksverordneten und Stadtrat der Deutschnationalen Volkspartei. Erst 1976 erhielt sie wieder ihren ursprünglichen Namen. |
| Gartenstraße         | nach den hier ehemals liegenden Gärten                                                                                     | um 1900       | 23. Sep. 1938   | → Weiselpfad                        | |
| Georg-Meyer-Allee    | Georg Meyer (1841–1900), Jurist, Hochschullehrer und Reichstagsabgeordneter                                                | nach 1900     | 23. Sep. 1938   | → Zeuthener Weg                     | Sie erhielt ihren neuen Namen im Rahmen einer größeren Umbenennungsaktion. |
| Goulbierstraße       | Théodore François Èdouard Goulbier (1873–1935), Goldschmied, Köpenicker Stadtverordneter der Deutschnationalen Volkspartei | 29. Jan. 1937 | 14. Jan. 1976   | → Zum Seeblick                      | |
| Hindenburgstraße     | Paul von Hindenburg (1847–1934), deutscher Militär und Politiker                                                           | um 1929       | 10. Apr. 1931   | → Rohrwallallee                     | Zur Vermeidung von Verwechslungen mit gleichnamigen Straße in anderen Ortsteilen, z. B. in Berlin-Lankwitz. |
| Kaiser-Wilhelm-Platz | Wilhelm I. (1797–1888), erster Deutscher Kaiser                                                                            | nach 1871     | 23. Sep. 1938   | → Alt-Schmöckwitz                   | Der Kaiser-Wilhelm-Platz wurde mit dem Strandweg zur Straße Alt-Schmöckwitz zusammengefasst. Der Dorfkern vieler ehemaliger Dörfer in Berlin, oftmals Dorfstraße oder Hauptstraße genannt, erhielten einheitlich das Präfix „Alt“ zum Ortsnamen. Die geschah einerseits um die vielen gleichnamigen Straßenname zu verringern und andererseits als Hinweis auf die historischen Orte. |
| Karolinenhofstraße   | Villenkolonie Karolinenhof                                                                                                 | nach 1894     | 10. Apr. 1931   | → Karolinenhofweg                   | 1931 wurden die Straße 757 und die Karolinenhofstraße in Karolinenhofweg umbenannt. Alle kleineren Straßen tragen hier die Endung „Weg“ und die beiden größeren „Allee“. Die Schappachstraße, nach dem Gründer der Kolonie benannt, ist die einzige „Straße“ in dem Viertel. |
| Michaelisweg         | Georg Michaelis (1857–1936), deutscher Jurist und Politiker                                                                | 26. Juli 1927 | 31. Mai 1951    | → Wendel-Hipler-Weg                 | Michaelis, ein altpreußisch-konservativer Beamter von pietistisch geprägter Sozialgesinnung, war ein führender Vertreter der christlichen Gemeinschaftsbewegung, einer kirchlichen Reformbewegung, die seit Mitte des 19. Jahrhunderts die Tradition des Pietismus und der Erweckungsbewegung innerhalb der evangelischen Landeskirchen fortführte und die Ausbildung einer praktischen Laienfrömmigkeit zum Ziel hatte. Er war Mitglied der Generalsynode und des Kirchenrats der Altpreußischen Union, des Christlichen Vereins Junger Männer sowie der (von ihm seit 1913 geleiteten) Deutschen Christlichen Studentenvereinigung. Die Straße liegt auf dem Gelände des ehemaligen gemeinnützigen Vereins christlicher Siedlungen, zu dessen Förderern Michaelis gehörte. Eine nach einem Kirchenmann benannte Straße war in der DDR unerwünscht. |
| Mittelstraße         | Lage in der Kolonie | nach 1866     | 23. Sep. 1938   | → Beutenweg                         | Die Umbenennung diente der Verringerung der vielen gleich benannten Straßen in Berlin. |
| Schopenhauerstraße   | Arthur Schopenhauer (1788–1860), Philosoph                                                                                 | 22. Jan. 1924 | 29. Jan. 1937   | → Windwallstraße                    | Vorher Straße H. Die Umbenennung erfolgte gleichzeitig mit der der Fontanestraße. |
| Seestraße            | Lage am Seddinsee | nach 1866     | 23. Sep. 1938   | → Am Seddinsee                      | Zur Vermeidung von Verwechslungen mit gleichnamigen Straße in anderen Ortsteilen, z. B. in Rahnsdorf. Sie wurde auch gleichzeitig „Am See“ genannt. |
| Strandweg            | | vor 1871      | 23. Sep. 1938   | → Alt-Schmöckwitz                   | Der Strandweg, am Ufer des Zeuthener Sees gelegen, wurde mit dem Kaiser-Wilhelm-Platz zu Alt-Schmöckwitz zusammengelegt. |
| Stubenrauchstraße    | Ernst von Stubenrauch (1853–1909), Landrat des Kreises Teltow                                                              | 1906          | 10. Apr. 1931   | → Vetschauer Allee                  | Da es in Berlin zahlreiche Stubenrauchstraßen gibt, z. B. Friedenau, Johannisthal oder Lichterfelde, diente die Umbenennung der Verringerung der vielen gleich benannten Straßen in Berlin. |
| Wendenstraße         | | nach 1866     | 23. Sep. 1938   | → Imkerweg                          | Zur Vermeidung von Verwechslungen mit gleichnamigen Straße in anderen Ortsteilen, z. B. in Köpenick. |
| Wiesenstraße         | | um 1900       | nach 1931       | überbaut                            | Gegenüber der Godbersenstraße von der Berliner Straße abgehend. Bis 1931 im Adressbuch als unbebaut aufgeführt. |

## Weitere Örtlichkeiten in Berlin-Schmöckwitz

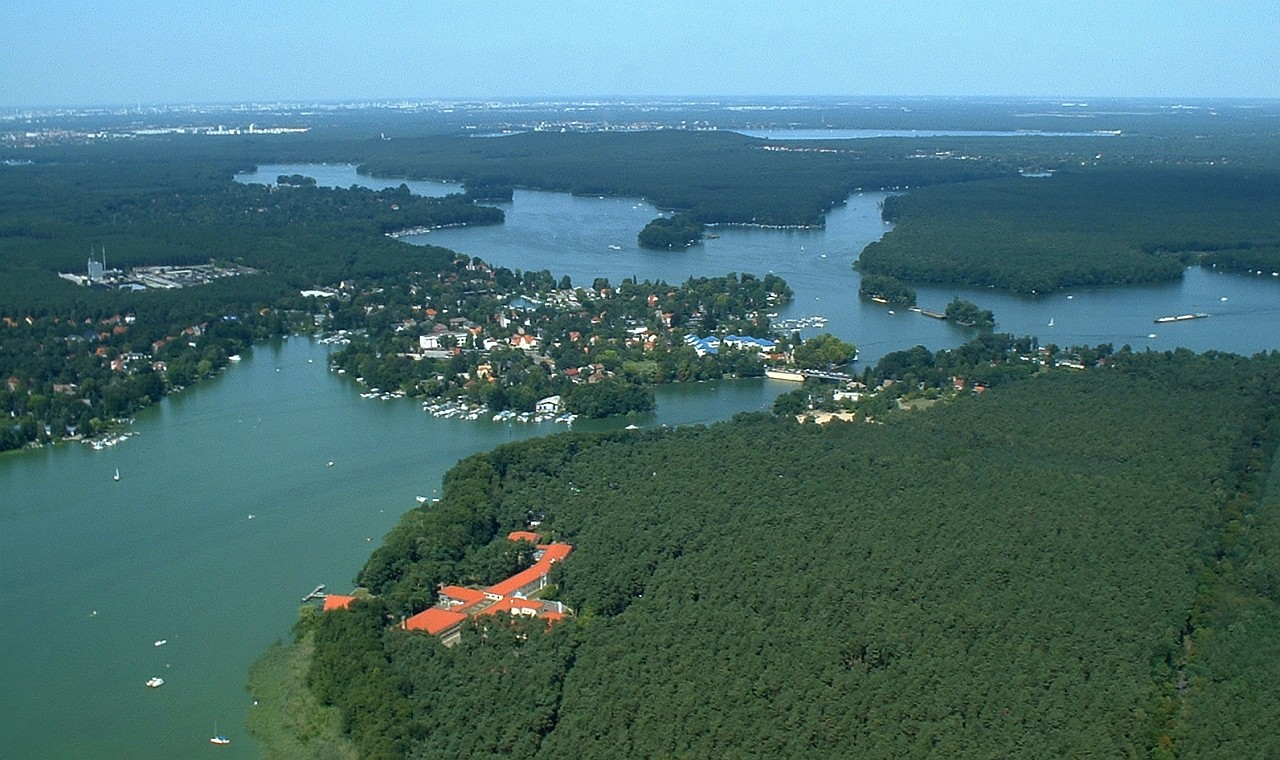
Luftbild des Schmöckwitzer Dorfkerns

- Campingplatz Krossinsee
- Kleiner Rohrwall

### Kleingartenanlagen
- KGA ,Richtershorn’, benannt nach Ferdinand Gustav Richter (1843–1918), Grundbesitzer und Kommunalpolitiker in Grünau, dem das Land gehörte, und nach seiner Lage auf einer Landzunge (Horn)
- KGA ,Zur Erholung’, der Naturfreunde Köpenick